# Rolling Loud
Rolling Loud ist ein internationales Hip-Hop-Musikfestival, das in Asien, Nordamerika, Südamerika, Europa und Australien stattgefunden hat. Es wurde 2015 gegründet und ist laut Complex „eines der größten Festivals der Welt“, während Billboard es als „das A und O unter den Hip-Hop-Festivals“ bezeichnete. Im Jahr 2019 nahmen schätzungsweise 210.000 Menschen an der Veranstaltung in Miami, Florida teil.

## Geschichte
Das Festival wurde 2015 von Matt Zingler und Tariq Cherif gegründet, die sich in der Grundschule in Hollywood, Florida, kennengelernt hatten. In der High School begannen die beiden, Partys zu organisieren und zu promoten, die sich „stark auf eine Mischung aus Südstaaten- und Mittlerem Western-Rap stützten“. Im Jahr 2010 wechselten sie zu professionellen Live-Musik-Events, beginnend mit einer After-Party mit Rick Ross als Headliner. Im Sommer 2013 veranstalteten sie monatliche Veranstaltungen in Miami mit aufstrebenden Künstlern wie Travis Scott und Kendrick Lamar. Die beiden förderten auch Künstler aus Floridas aufkeimender SoundCloud-Rap-Szene unter dem Markennamen Dope Entertainment, bevor sie die Notwendigkeit eines genrespezifischen Musikfestivals erkannten.
Das erste Rolling Loud fand im Februar 2015 in Miami statt und präsentierte Künstler wie Schoolboy Q, Juicy J, Curren$y und Action Bronson bei der eintägigen Veranstaltung. Es fand in den Soho Studios im Stadtteil Wynwood statt, obwohl der Veranstaltungsort während der Veranstaltung vorübergehend von Regen überflutet wurde.
Im Jahr 2016 fand Rolling Loud im größeren Mana Wynwood Convention Center statt und präsentierte Ty Dolla Sign, Young Thug und Future als Headliner.
Im Jahr 2017 zog Rolling Loud in den Bayfront Park in Downtown Miami. Seit 2018 wird es im Hard Rock Stadium in Miami Gardens ausgetragen. 2017 war auch das Jahr, in dem das Festival mit den ersten Ausgaben von Rolling Loud Bay Area und Rolling Loud Southern California auf andere Städte ausgeweitet wurde. and Rolling Loud Southern California.
Im Jahr 2019 kamen Rolling Loud Australia in Sydney, Australien, und Rolling Loud New York City zur Liste der Veranstaltungsorte hinzu. Im selben Jahr wurde das erste europäische Festival von Rolling Loud in Portugal für das Jahr 2020 angekündigt.
Das ursprünglich für den 8. bis 10. Mai geplante Festival 2020 in den USA wurde jedoch als Reaktion auf die anhaltende COVID-19-Pandemie in den Vereinigten Staaten auf den 23. bis 25. Juli 2021 verschoben. Auch die erste europäische Ausgabe musste aufgrund ähnlicher Umstände in Portugal auf 2021 verschoben werden.
Im Jahr 2021 veranstaltete Rolling Loud ein Post-Pandemie-Festival in Miami mit mehr als 200.000 Besuchern. Das Festival beinhaltete eine Zusammenarbeit mit WWE, die Teile von SmackDown von der Hauptbühne aus übertrugen.
Im Jahr 2022 expandierte Rolling Loud weiter in andere Länder. Die erste Partnerschaft von Rolling Loud mit einem europäischen Festival wurde 2021 als Zusammenarbeit mit der Ausgabe 2022 von WOO HAH! vom 1. bis 3. Juli 2022 in Hilvarenbeek, Niederlande.
Nach einer Verschiebung in den Jahren 2020 und 2021 aufgrund der COVID-19-Pandemie fand Rolling Loud Portugal vom 6. bis 8. Juli 2022 statt. In Kanada fand vom 9. bis 11. September 2022 Rolling Loud Toronto statt. Die kalifornische Ausgabe des Festivals fand vom 3. bis 5. März 2023 zum ersten Mal im SoFi Stadium in Inglewood statt. Am 25. Oktober 2022 kündigte das Festival seine erste Ausgabe in Thailand an, die vom 13. bis 15. April 2023 stattfand.
Nach einer erfolgreichen Partnerschaft für die Produktion von Woo Hah! 2022 in den Niederlanden wurde 2023 Rolling Loud Rotterdam vom 30. Juni bis 1. Juli 2023 ins Leben gerufen. Ein dritter Standort von Rolling Loud in Europa wurde angekündigt, der vom 7. bis 9. Juli 2023 in München stattfand.

## Festivalzusammenfassung nach Ort

### USA

#### Florida
| Auflage  | Jahr | Daten          | Ort                                    | Headliner                                                    |
| -------- | ---- | -------------- | -------------------------------------- | ------------------------------------------------------------ |
| 1.       | 2015 | 28. Februar    | Soho Studios, Miami                    | - Schoolboy Q - Juicy J - A$AP Ferg                          |
| 2.       | 2016 | 6. – 7. Mai    | Mana Wynwood Production Village, Miami | - Future - Young Thug                                        |
| 3.       | 2017 | 5. – 7. Mai    | Bayfront Park, Miami                   | - Kendrick Lamar - Future - Lil Wayne                        |
| 4.       | 2018 | 11. – 13. Mai  | Hard Rock Stadion, Miami Gardens       | - J. Cole - Travis Scott - Future                            |
| 5.       | 2019 | 10. – 12. Mai  | Hard Rock Stadion, Miami Gardens       | - Migos - Travis Scott - Kid Cudi                            |
| Abgesagt | 2020 | 8. – 10. Mai   | Hard Rock Stadion, Miami Gardens       | - ASAP Rocky - Travis Scott - Post Malone                    |
| 6.       | 2021 | 23. – 25. Juli | Hard Rock Stadion, Miami Gardens       | - ASAP Rocky - Travis Scott - Post Malone                    |
| 7.       | 2022 | 22. – 24. Juli | Hard Rock Stadion, Miami Gardens       | - Kanye West (abgesagt) - Kid Cudi - Future - Kendrick Lamar |
| 8.       | 2023 | 21. – 23. Juli | Hard Rock Stadion, Miami Gardens       | - Playboi Carti - Travis Scott - ASAP Rocky                  |

#### Kalifornien
| Auflage          | Jahr | Daten               | Ort                                                                              | Headliner                                                |
| ---------------- | ---- | ------------------- | -------------------------------------------------------------------------------- | -------------------------------------------------------- |
| 1. (Bay Area)    | 2017 | 21. – 22. Oktober   | Shoreline Festival Grounds, Mountain View, Kalifornien                           | - Travis Scott - Lil Wayne - Schoolboy Q                 |
| 1. (Southern)    | 2017 | 16. – 17. Dezember  | NOS Events Center, San Bernardino, Kalifornien                                   | - Schoolboy Q - Future                                   |
| 2. (Bay Area)    | 2018 | 15. – 16. September | Oakland Coliseum Grounds, Oakland, Kalifornien                                   | - Wiz Khalifa - Rae Sremmurd - Travis Scott              |
| 2. (Los Angeles) | 2018 | 14. – 15. Dezember  | Banc of California Stadium Grounds and Exposition Park, Los Angeles, Kalifornien | - Post Malone - Lil Wayne - Cardi B - Lil Uzi Vert       |
| 3. (Bay Area)    | 2019 | 28. – 29. September | Oakland Coliseum Grounds, Oakland, Kalifornien                                   | - Future - G-Eazy - Migos - Lil Uzi Vert                 |
| 3. (Los Angeles) | 2019 | 14. – 15. Dezember  | Banc of California Stadium Grounds and Exposition Park, Los Angeles, Kalifornien | - Chance the Rapper - Lil Uzi Vert - Future - A$AP Rocky |
| 4.               | 2021 | 10. – 12. Dezember  | NOS Events Center, San Bernardino, Kalifornien                                   | - J. Cole - Kid Cudi - Future                            |
| 5.               | 2023 | 3. – 5. März        | Hollywood Park Grounds, Inglewood, Kalifornien                                   | - Playboi Carti - Travis Scott - Future                  |
| 6.               | 2024 | 14. – 17. März      | Hollywood Park Grounds, Inglewood, Kalifornien                                   | ¥$                                                       |

#### New York
| Auflage | Jahr | Daten               | Ort                               | Headliner                                                             |
| ------- | ---- | ------------------- | --------------------------------- | --------------------------------------------------------------------- |
| 1.      | 2019 | 12. – 13. Oktober   | Citi Field, Queens, New York City | - Travis Scott - Meek Mill - Wu-Tang Clan - A$AP Rocky - Lil Uzi Vert |
| 2.      | 2021 | 28. – 30. Oktober   | Citi Field, Queens, New York City | - 50 Cent - J. Cole - Travis Scott                                    |
| 3.      | 2022 | 23. – 25. September | Citi Field, Queens, New York City | - Nicki Minaj - A$AP Rocky - Future                                   |

### Kanada
| Auflage | Jahr | Daten              | Ort                    | Headliner                |
| ------- | ---- | ------------------ | ---------------------- | ------------------------ |
| 1.      | 2022 | 9. – 11. September | Ontario Place, Toronto | - Dave - Future - Wizkid |

### Asien
| Auflage | Jahr | Daten           | Ort                            | Headliner                              |
| ------- | ---- | --------------- | ------------------------------ | -------------------------------------- |
| 1.      | 2023 | 13. – 15. April | Legend Siam, Pattaya, Thailand | - Cardi B - Chris Brown - Travis Scott |

### Australien
| Auflage | Jahr | Daten       | Ort                                     | Headliner |
| ------- | ---- | ----------- | --------------------------------------- | --------- |
| 1.      | 2019 | 27. January | Sydney Olympic Park, Sydney, Australien | - Future  |

### Europa

#### Deutschland
| Auflage | Jahr | Daten        | Ort                | Headliner                                |
| ------- | ---- | ------------ | ------------------ | ---------------------------------------- |
| 1.      | 2023 | 7. – 9. Juli | Neue Messe München | - Wizkid - Kendrick Lamar - Travis Scott |

#### Niederlande
| Auflage | Jahr | Daten              | Ort                       | Headliner                       |
| ------- | ---- | ------------------ | ------------------------- | ------------------------------- |
| 1.      | 2023 | 30. Juni – 1. Juli | Rotterdam Ahoy, Rotterdam | - Kendrick Lamar - Travis Scott |

#### Österreich
| Auflage | Jahr | Daten        | Ort                        | Headliner                                    |
| ------- | ---- | ------------ | -------------------------- | -------------------------------------------- |
| 1.      | 2024 | 5. – 7. Juli | Magna Racino, Ebreichsdorf | - Nicki Minaj - Travis Scott - Playboi Carti |

#### Portugal
| Auflage  | Jahr | Daten        | Ort                                | Headliner                                  |
| -------- | ---- | ------------ | ---------------------------------- | ------------------------------------------ |
| Abgesagt | 2020 | 8. – 10 Juli | Praia da Rocha, Portimão, Portugal | - A$AP Rocky - Future - Wiz Khalifa        |
| 1.       | 2022 | 6. – 8. Juli | Praia da Rocha, Portimão, Portugal | - J. Cole - A$AP Rocky - Future            |
| 2.       | 2023 | 5. – 7. Juli | Praia da Rocha, Portimão, Portugal | - Travis Scott - Playboi Carti - Meek Mill |

## Trivia
2017 sprang Lil Uzi Vert in Miami aus der zweiten Etage eines Gerüsts in die Menschenmenge.
Im Jahr 2018 gab Meek Mill beim Rolling Loud in Miami seinen zweiten Live-Auftritt nach seiner Entlassung aus dem Gefängnis mit einem Überraschungsset auf dem Festival.
Im Jahr 2018 lud Young Dolph einige Baristas der Duke University, die wegen des Spielens seiner Musik gefeuert wurden, auf die Bühne ein und schenkte ihnen 20.000 US-Dollar.
NPR beschrieb Rolling Loud als „Brutstätte für Verhaftungen“ und laut der New York Times „wurden Rolling-Loud-Ereignisse in der Vergangenheit mit Verhaftungen und Gewalt in Verbindung gebracht“. Die Ausgabe 2019 des Festivals in Miami wurde als „vom Chaos geplagt“ beschrieben.
Im Jahr 2019 wurde bei Rolling Loud in Los Angeles ein 23-jähriger Teilnehmer namens Kalvin Sanchez angegriffen und ins Krankenhaus gebracht, nachdem er schwere Kopfverletzungen erlitten hatte. Er starb vier Tage später; sein Tod wurde als Totschlag eingestuft.
Im Jahr 2021, bevor er das Festivalgelände von Rolling Loud New York betrat, wurde der Rapper Fetty Wap im New Yorker Citi Field wegen Verschwörung zum Vertrieb harter Drogen wie Heroin, Kokain und Fentanyl verhaftet.
Im Jahr 2022 trat der Rapper Travis Scott für Futures Headliner-Set bei Rolling Loud Miami auf. Im Jahr 2022 wurde Travis Scott verklagt, weil er drei Jahre zuvor, im Jahr 2019, während seines Auftritts bei Rolling Loud in Miami eine Massenpanik verursacht haben soll. In der Klage wurde behauptet, Scott habe fahrlässig gehandelt, indem er die Menge ermutigt habe, aggressiver zu werden, während die Menschen „verletzt wurden, erstickten, das Bewusstsein verloren, kämpften und niedergetrampelt wurden“.
Im Juli 2022, am ersten Tag von Rolling Loud in Miami, wurden der Rapper und Sänger Kid Cudi während seines Sets aus der Menge mit mehreren Gegenständen beworfen, darunter eine Wasserflasche, die ihm ins Gesicht geworfen wurde. Als Reaktion darauf stellte Cudi der Menge ein Ultimatum, um ihr widerspenstiges Verhalten einzuschränken, aber nachdem ein weiterer Gegenstand auf ihn geworfen wurde, brach er seinen Auftritt ab und verließ die Bühne. (Kurz nachdem Cudis Set beendet war, begann der Rapper Lil Durk sein Set und holte Kanye West heraus, um ihre Single „Hot Shit“ zu performen. Ironischerweise hatte West zuvor das Festival-Line-up verlassen, nachdem er für einen Auftritt geplant war, und war durch Cudi ersetzt worden.)
Im Jahr 2022 kehrte Lil Tjay für Rolling Loud NY auf die Bühne zurück, nachdem er im Juni sieben Mal angeschossen worden war. Der Auftritt bei Rolling Loud war seitdem der erste Auftritt des Rappers.
Im Jahr 2022 war Nicki Minaj die erste Solo-Rapperin, die Rolling Loud bei Rolling Loud New York anführte.
Im Jahr 2023 brachte Don Toliver die Überraschungsgäste Kali Uchis, James Blake und Justin Bieber während seines Sets bei Rolling Loud California mit. Dies war Justin Biebers erster Auftritt seit der Absage seiner Justice World Tour.